# Định giá hàng tồn kho
Định giá hàng tồn kho cho phép một công ty cung cấp một giá trị tiền tệ cho các mặt hàng tạo nên hàng tồn kho của họ.  Hàng tồn kho thường là tài sản lớn nhất hiện tại của một doanh nghiệp và việc đo lường chúng là cần thiết để đảm bảo báo cáo tài chính chính xác.  Nếu hàng tồn kho không được đo lường chính xác, chi phí và doanh thu không thể được kết hợp đúng và một công ty có thể đưa ra quyết định kinh doanh kém.

## Hệ thống kế toán hàng tồn kho
Hai hệ thống kế toán hàng tồn kho được sử dụng rộng rãi nhất là định kỳ và liên tục.
- Liên tục: Hệ thống kiểm kê liên tục yêu cầu hồ sơ kế toán để hiển thị số lượng hàng tồn kho trong tay mọi lúc.  Nó duy trì một tài khoản riêng trong sổ cái công ty con cho mỗi hàng hóa trong kho và tài khoản được cập nhật mỗi khi số lượng được thêm hoặc lấy ra.
- Định kỳ: Trong hệ thống kiểm kê định kỳ, doanh số được ghi nhận khi chúng xảy ra nhưng hàng tồn kho không được cập nhật.  Một hàng tồn kho vật lý phải được thực hiện vào cuối năm để xác định giá vốn hàng hóa

Bất kể hệ thống kế toán hàng tồn kho được sử dụng là gì, đó là một thực hành tốt để thực hiện kiểm kê vật lý ít nhất một lần một năm.

## Phương pháp định giá hàng tồn kho - liên tục
Hệ thống liên tục ghi nhận doanh thu mỗi khi bán hàng được thực hiện.  Xác định giá vốn hàng bán đòi hỏi phải lấy hàng tồn kho.  Các phương pháp định giá hàng tồn kho được sử dụng phổ biến nhất trong một hệ thống liên tục là:
1. nhập trước xuất trước (FIFO)
2. nhập sau xuất trước (LIFO)
3. cao nhất nhập vào, xuất trước (HIFO)
4. chi phí trung bình hoặc chi phí bình quân gia quyền

.  Các phương pháp này tạo ra kết quả khác nhau vì dòng chi phí của chúng dựa trên các giả định khác nhau.  Phương pháp FIFO dựa trên dòng chi phí theo thứ tự thời gian được thực hiện, trong khi phương pháp LIFO dựa trên dòng chi phí theo thứ tự thời gian đảo ngược.  Phương pháp chi phí trung bình tạo ra một luồng chi phí dựa trên mức trung bình có trọng số của hàng hóa.

## Hệ thống định kỳ và liên tục
Có sự khác biệt cơ bản cho kế toán và báo cáo hàng hóa giao dịch hàng tồn kho thuộc hệ thống kiểm kê định kỳ và liên tục.  Để ghi lại các giao dịch mua, hệ thống định kỳ ghi nợ tài khoản Mua hàng trong khi hệ thống liên tục ghi nợ tài khoản Hàng hóa tồn kho.  Để ghi lại doanh số, hệ thống vĩnh viễn yêu cầu thêm một mục để ghi nợ Chi phí hàng bán và tín dụng Hàng tồn kho.  Bằng cách ghi lại giá vốn hàng bán cho mỗi lần bán, hệ thống kiểm kê liên tục đã giảm bớt nhu cầu điều chỉnh các mục và tính toán hàng hóa bán vào cuối kỳ tài chính, cả hai đều cần hệ thống kiểm kê định kỳ.
Trong hệ thống hàng tồn kho liên tục phải có số liệu và sự kiện thực tế.

## Sử dụng phương pháp phi chi phí để định giá hàng tồn kho
Trong một số trường hợp nhất định, việc định giá hàng tồn kho dựa trên chi phí là không thực tế.  Nếu giá thị trường của một hàng hóa giảm xuống dưới giá mua, thì chi phí thấp hơn hoặc phương pháp định giá thị trường được khuyến nghị.  Phương pháp này cho phép giảm giá trị hàng tồn kho được bù vào thu nhập của thời kỳ.  Khi hàng hóa bị hư hỏng hoặc lỗi thời, và chỉ có thể được bán với giá thấp hơn giá mua, chúng nên được ghi lại theo giá trị thuần có thể thực hiện được.  Giá trị thuần có thể thực hiện được là giá bán ước tính trừ đi mọi chi phí phát sinh để thanh lý hàng hóa.

## Phương pháp được sử dụng để ước tính chi phí hàng tồn kho
Trong một số hoạt động kinh doanh nhất định, việc kiểm kê vật lý là không thể hoặc không thực tế.  Trong tình huống như vậy, cần phải ước tính chi phí hàng tồn kho.
Hai phương pháp rất phổ biến là 1) - phương pháp kiểm kê bán lẻ và 2) - phương pháp lợi nhuận gộp (hoặc tỷ suất lợi nhuận gộp).  Phương pháp kiểm kê bán lẻ sử dụng tỷ lệ chi phí so với giá bán lẻ.  Hàng tồn kho vật lý được định giá bán lẻ và được nhân với tỷ lệ chi phí (hoặc tỷ lệ phần trăm) để xác định chi phí ước tính của hàng tồn kho kết thúc.
Phương pháp lợi nhuận gộp sử dụng tỷ suất lợi nhuận gộp trung bình của các năm trước (tức là doanh thu trừ đi giá vốn hàng bán chia cho doanh thu).  Lợi nhuận gộp năm hiện tại được ước tính bằng cách nhân doanh số của năm hiện tại với tỷ suất lợi nhuận gộp đó, giá vốn hàng bán hiện tại được ước tính bằng cách trừ đi lợi nhuận gộp từ bán hàng và hàng tồn kho cuối cùng được ước tính bằng cách thêm chi phí bán hàng cho hàng hóa buôn bán.